# استیون هاوکینز
استیون هاوکینز (انگلیسی: Stephen Hawkins؛ زادهٔ ۱۴ ژانویهٔ ۱۹۷۱) قایقران روئینگ اهل استرالیا بود.
وی در مسابقات کشوری و بین‌المللی در مجموع برندهٔ ۲ مدال طلا، ۱ مدال نقره، ۱ مدال برنز شده‌است.